# Sant'Arpino
Sant'Arpino (Sandarpìnë in campano) è un comune italiano di 15 288 abitanti della provincia di Caserta in Campania.

## Geografia fisica
Il paese è situato nella piana campana (ager campanus), ovvero Piana del Volturno, e fa parte dell'agro atellano, il suo territorio ricade in gran parte sul sito della antica città di Atella.

## Origini del nome
Il nome Sant'Arpino deriva dalla volgarizzazione di Sant'Elpidio, vescovo e patrono del paese.

## Storia
Sant'Arpino segue le vicende storiche di Atella essendone la continuità storica più stretta, per alcuni studiosi invece ha praticamente soppiantato la vecchia città ormai in rovine come ci dimostra un atto di vendita dell'820 redatto in un luogo prossimo ad Atella ma conosciuto col nome di villaggio di S. Elpidio (volgarizzato nei secoli in Sant'Arpino). I due nomi di Sant'Elpidio e Atella convivono ufficialmente fino a quando, sorta Aversa, tutto ciò che restava di Atella viene trasferito nella città normanna ed il piccolo borgo di Sant'Elpidio diviene uno dei suoi casali.
Nel 1592 il paese diviene feudo ducale del marchese di Grottola Alonzo Sanchez de Luna d'Aragona e assume per la prima volta nella sua storia il nome ufficiale di Sant'Arpino. Elevato a comune, con le leggi eversive della feudalità del 1806 di Gioacchino Murat, viene soppresso in epoca fascista nel 1928 con Regio Decreto 15/4/28 n. 948 a formare il comune di Atella di Napoli. Nel 1946 col Decreto Legislativo Luogotenenziale del 29/3/46 viene ricostituito nella neonata Repubblica Italiana.

### Elenco dei Signori di Sant'Arpino
- 1121 Mensa Episcopale Aversana
- 1269 Mensa Episcopale Aversana / Jean Troussevache
- 1313 Regina Sancia, figlia di re Giacomo II di Maiorca e moglie di re Roberto d'Angiò / Mensa Episcopale Aversana
- 1333 Giovanni d'Ariano, segretario della Regina Sancia
- 1342 Monastero di Santa Chiara in Napoli/ Mensa Episcopale Aversana / Giovanni d'Ariano
- 1344 Monastero di S. Maria Maddalena in Napoli / Giovanni d'Ariano / Filippo Caracciolo / Mensa Episcopale Aversana
- 1364 Roberto d'Ariano (figlio di Giovanni) / Mensa Episcopale Aversana
- 1384 Giovanni d'Ariano (figlio di Roberto)
- 1391 Francesco d'Ariano (figlio di Giovanni) / Gurello Carafa
- 1392 Gurello Carafa
- 1402 Luigi Antonio Carafa (primogenito di Gurello)
- 1423 Caraffelo Carafa (fratello di Luigi Antonio)
- 1458 Bernardo Carafa (nipote di Caraffello)
- 1470 Giovanni Carafa detto il Galante (secondogenito di Bernardo)
- 1513 Federico Carafa (figlio di Giovanni nato dal secondo matrimonio con Luisa Carafa) 1º Signore
- 1529 Giovanni Carafa (primogenito di Federico) 2ºSignore
- 1564 Giovan Giacomo Carafa (secondogenito di Federico) 3º Signore
- 1567 Fabrizio Carafa (figlio di Giovan Giacomo), nel 1569 vende il feudo per 13.500 Ducati a Donna Caterina D'Aragona per sanare i debiti del padre, 4º Signore
- 1569 Alonso III Sanchez de Luna marito di Donna Caterina D'Aragona 5º Signore
- 1607 Giovanni Sanchez de Luna (secondo figlio di Alonso III, il primogenito Alonso IV succede al padre come Marchese di Grottola) 1º Barone
- 1612 Alonso Sanchez de Luna (figlio di Giovanni) 2º Barone
- 1644 Giovanni Sanchez de Luna (figlio di Alonso) 3º Barone
- 1672 Don Alonso Sanchez de Luna (secondo figlio di Giovanni) 4º Barone, dal 1678 1º Duca di Sant'Arpino
- 1694 Don Giovanni Nicola Sanchez de Luna (quinto figlio e unico maschio di Don Alonso) 2º Duca
- 1763 Don Alonso Sanchez de Luna (secondogenito di Don Giovanni) 3º Duca
- 1781 Don Giovanni Francesco Sanchez de Luna (secondogenito di Don Alonso) 4º Duca
- 1789 Don Alonso Sanchez de Luna (terzo figlio di Don Giovanni) 5º Duca
- 1842 Don Carlo Luigi Caracciolo per effetto del matrimonio con Donna Maria Teresa Sanchez de Luna (figlia di Don Alonso) 6º Duca
- 1873 Don Luigi Caracciolo (primogenito di Don Carlo Luigi) 7º Duca
- 1889 Donna Teresa Caracciolo (prima delle due figlie di Don Luigi) 8ª Duchessa
- 1935 N.D. Donna Isabella Colonna (figlia di Donna Teresa Caracciolo e N.H. Don Marcantonio Colonna, 15º Principe di Paliano) 9ª Duchessa[5]

### Simboli
Lo stemma del Comune di Sant'Arpino è stato concesso con decreto del Presidente della Repubblica del 24 aprile 2000.
Stemma: 
(D.P.R. 24 aprile 2000)

Gonfalone: 
La mitra e il pastorale sono attributi del santo patrono che fu vescovo di Atella, la corona di spine ricorda le persecuzioni patite dal santo e le numerose distruzioni subite dalla città. Il motto, traducibile in "Il governo e il popolo di Atella", ribadisce con orgoglio la continuità storica con l'antica Atella.

## Monumenti e luoghi d'interesse

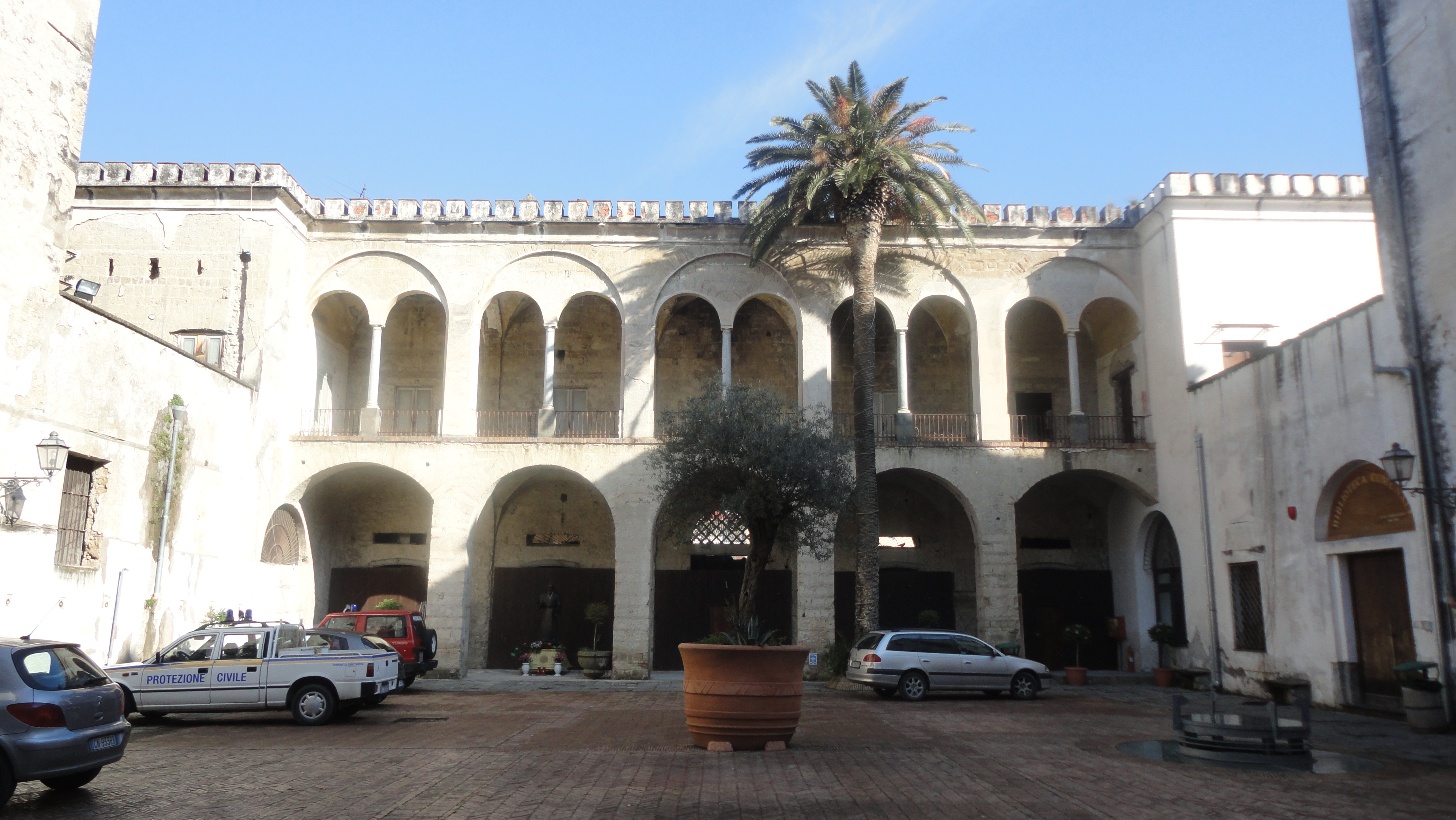
Palazzo Ducale dei Sanchez De Luna D'Aragona

- Palazzo Ducale dei Sanchez De Luna D'Aragona: Costruito tra il 1574 ed il 1592 da Alonzo III Sanchez de Luna d'Aragona sorge sul sito di un'antica chiesa dedicata a Sant'Elpidio, probabilmente demolita per dar spazio all'edificio, così come testimoniano alcune lapidi fatte affiggere dallo stesso Alonzo III. È appartenuto nei secoli ai Sanchez de Luna d'Aragona, ai Caracciolo San Teodoro per eredità dal matrimonio tra il Duca Carlo Luigi e Donna Maria Teresa Sanchez de Luna nel 1810 e infine al tenente garibaldino Giuseppe Macrì che lo acquistò nel 1903 per cederlo alla popolazione santarpinese nel 1932. Oggi il palazzo è la sede del Municipio della città, della biblioteca comunale, del museo civico e della pinacoteca comunale.[7]

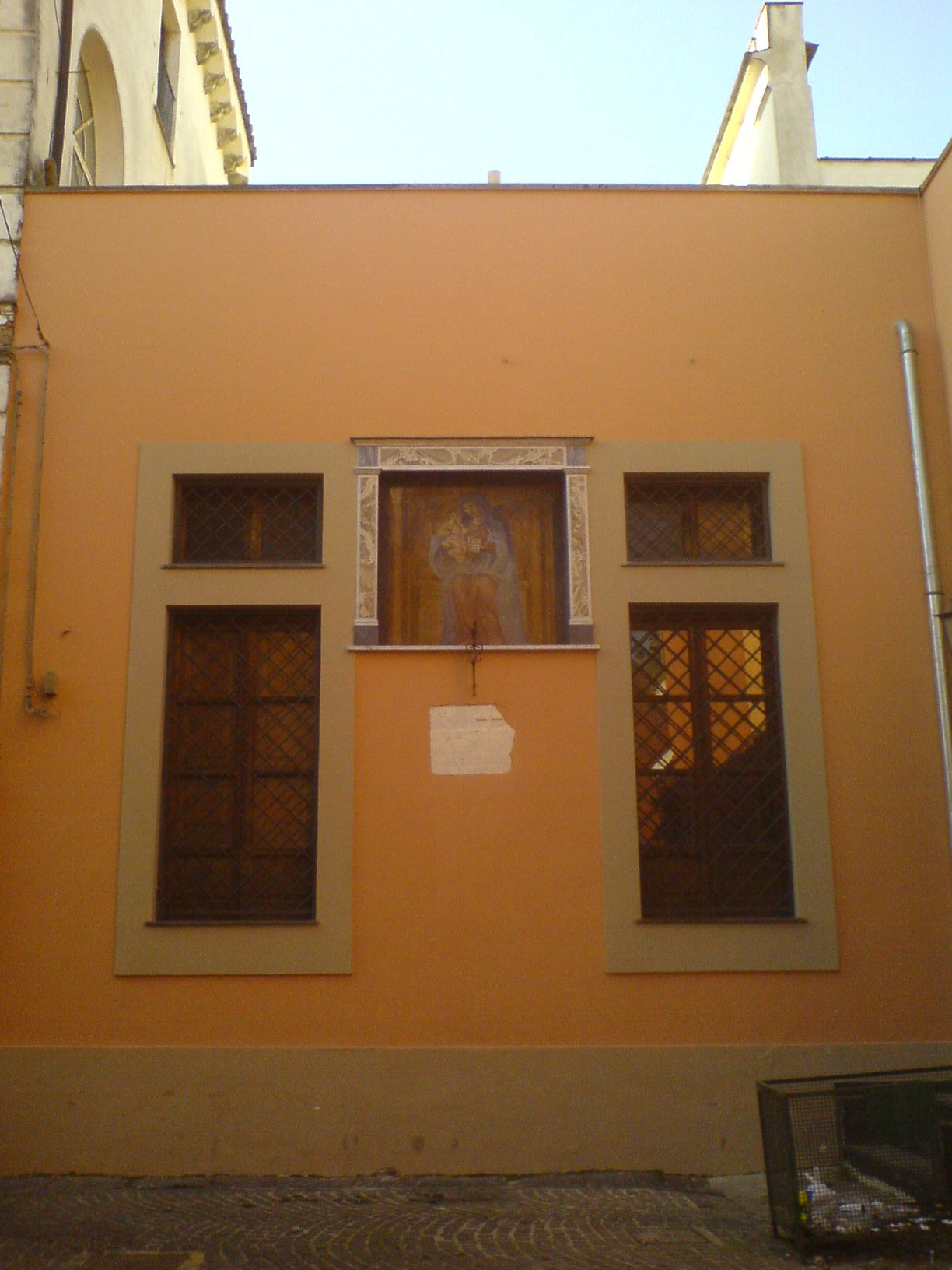
Edicola Votiva della Madonna della Lettera

- Edicola Votiva della Madonna della Lettera, realizzata agli inizi del Novecento per volontà del tenente garibaldino Giuseppe Macrì è posta sulla facciata laterale sinistra del palazzo ducale in via Piave. Pare che il tenente messinese, ultimo proprietario del palazzo acquistato dai Caracciolo per l'allora modica cifra di 15.000 Lire, non volle far mancare la protezione della Vergine, Santa Patrona della sua città natìa, a Sant'Arpino. In concomitanza con la città dello stretto si svolgeva ogni tre di giugno una festa in onore della Madonna della Lettera, celebrazione andata persa negli anni con l'avvento delle nuove generazioni.
- Palazzo Zarrillo, palazzo signorile costruito nel XVII sec.;
- Palazzo Magliola, palazzo signorile del XVI sec.;
- Rudere del Castellone: rudere archeologico risalente al II secolo d.C., finora è l'unica testimonianza emersa dell'antica Atella. È considerato, da alcuni, parte di un edificio termale, da altri parte di una torre di epoca medioevale.
- Romitorio di San Caneone: antico edificio religioso di incerta datazione.

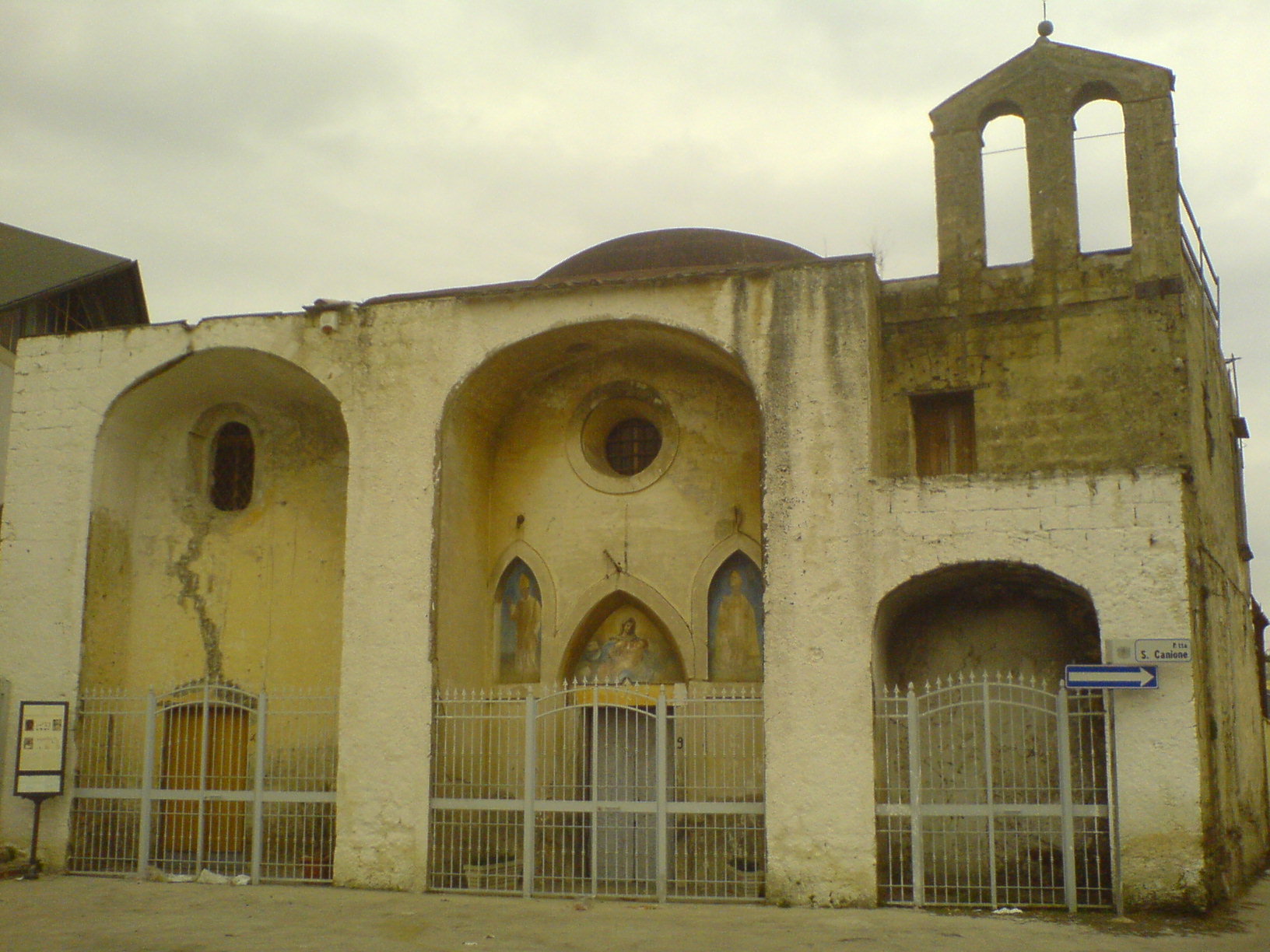
Romitorio di San Caneone

- Chiesa di Sant'Elpidio vescovo: costruita nel XVI sec. da Alonzo III Sancherz de Luna, al posto della omonima fatta abbattere per il Palazzo Ducale, originariamente risultava di dimensioni più piccole dell'attuale ed era senza cupola, è stata rimaneggiata più volte nei secoli successivi fino ad ottenere l'attuale fisionomia nel 1884.

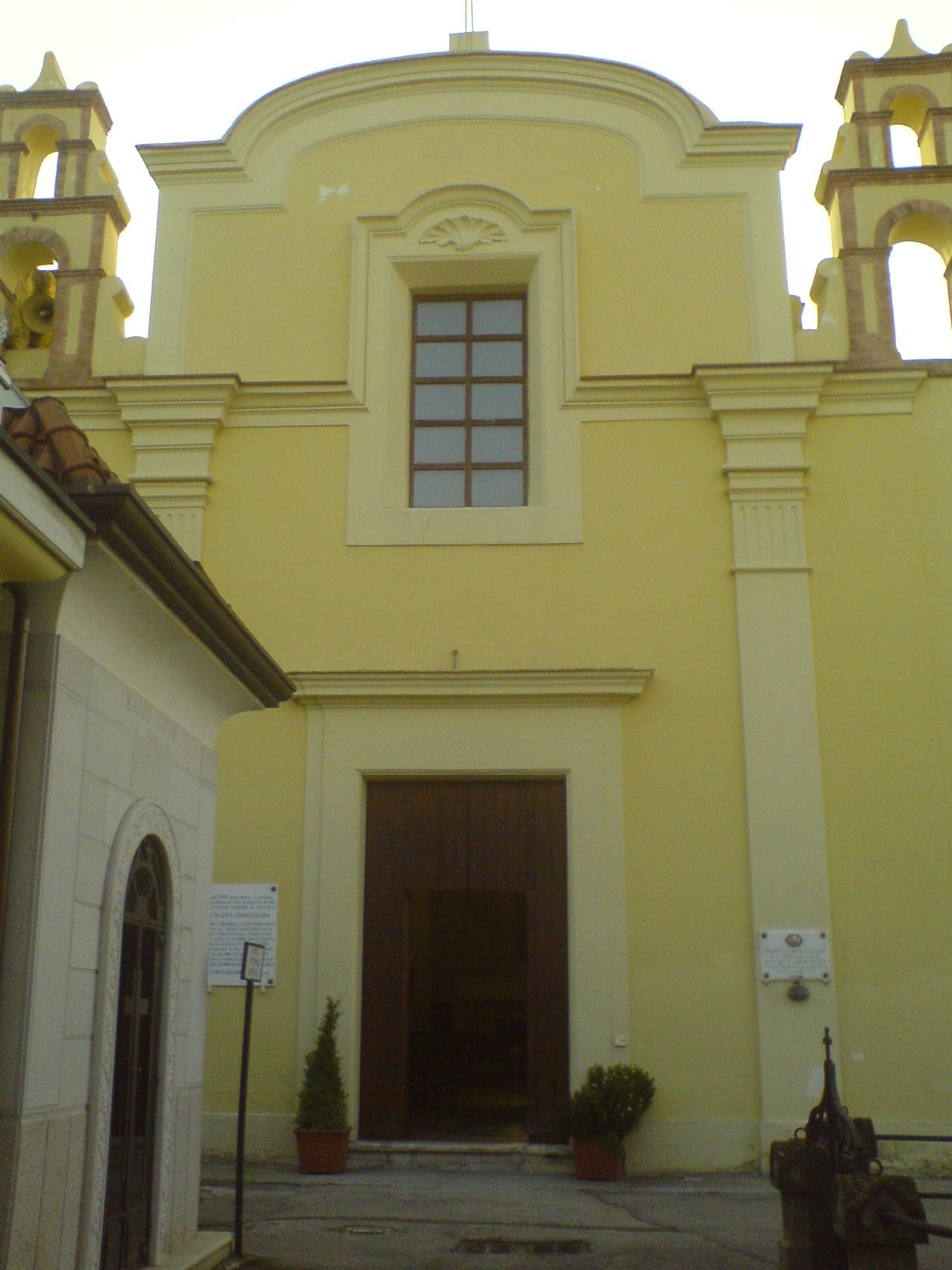
Chiesa di San Francesco di Paola

- Chiesa di San Francesco di Paola: costruita con l'annesso convento sul finire del Cinquecento da Alonzo III Sanchez de Luna, sui resti di un antico edificio religioso (probabilmente un tempio romano), fu affidata dal 1593 ai padri Minimi di San Francesco di Paola, che vi abitarono fino alla soppressione del monastero avvenuta nel 1799 per dar spazio all'attuale cimitero voluto dalle riforme murattiane;
- Cappella della Maddalena: piccola chiesa edificata nel XIV sec. dalle monache del Convento di Santa Maria Maddalena in Napoli;

## Società

### Evoluzione demografica
Abitanti censiti

### Eventi
- "PulciNellaMente", rassegna nazionale di teatro-scuola
- "Atella Classica", festival e concorso internazionale di chitarra classica.

## Infrastrutture e trasporti

### Ferrovie

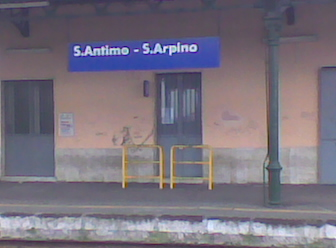
Stazione ferroviaria Sant'Antimo-Sant'Arpino

Il paese dispone della stazione di Sant'Antimo-Sant'Arpino posta lungo le linee Roma-Napoli via Formia e Napoli-Foggia. La stazione è gestita dalla RFI ed è classificata nella categoria silver.

### Autolinee
Il comune è servito dal EAV con le seguenti linee:
- 930 Succivo-Napoli

### Strade
Sant'Arpino è raggiungibile dall'A1 Autostrada del Sole Milano-Napoli tramite l'Asse di Supporto Nola-Villa Literno uscita di Succivo e l'Asse Mediano uscita di Grumo Nevano.

## Amministrazione
Il paese fa parte dell'unione dei comuni di Atella.
Di seguito è presentata una tabella relativa alle amministrazioni che si sono succedute in questo comune.
| Periodo | Periodo   | Primo cittadino        | Partito                                   | Carica                  | Note |
| ------- | --------- | ---------------------- | ----------------------------------------- | ----------------------- | ---- |
| 1946    | 1956      | Amodio D'Anna          | Democrazia Cristiana                      | Sindaco                 |      |
| 1956    | 1964      | Ferdinando Di Carlo    | Democrazia Cristiana                      | Sindaco                 |      |
| 1964    | 1976      | Vincenzo Legnante      | Partito Comunista Italiano                | Sindaco                 |      |
| 1976    | 1978      | Gaetano Dell'Aversana  | Democrazia Cristiana                      | Sindaco                 |      |
| 1978    | 1980      | Gerardo Plazza         | Partito Socialista Italiano               | Sindaco                 |      |
| 1979    | 1980      | Vito Compagnone        | Partito Socialista Italiano               | Sindaco                 |      |
| 1980    | 1982      | Vincenzo Ciuonzo       | Partito Comunista Italiano                | Sindaco                 |      |
| 1982    | 1983      | Angelo Orabona         |                                           | Commissario prefettizio |      |
| 1983    | 1985      | Salvatore Brancaccio   | Partito Socialista Italiano               | Sindaco                 |      |
| 1985    | 1987      | Antonio Guarino        | Democrazia Cristiana                      | Sindaco                 |      |
| 1987    | 1989      | Francesco Lettera      | Partito Comunista Italiano                | Sindaco                 |      |
| 1989    | 1990      | Angelo Orabona         |                                           | Commissario prefettizio |      |
| 1990    | 1992      | Mario D'Angelo         | Partito Comunista Italiano                | Sindaco                 |      |
| 1992    | 1994      | Giovanni D'Elia        | Democrazia Cristiana                      | Sindaco                 |      |
| 1994    | 1998      | Giuseppe Dell'Aversana | Alleanza dei Progressisti                 | Sindaco                 |      |
| 1998    | 2002      | Giuseppe Dell'Aversana | L'Ulivo                                   | Sindaco                 |      |
| 2003    | 2008      | Giuseppe Savoia        | L'Ulivo                                   | Sindaco                 |      |
| 2008    | 2013      | Eugenio Di Santo       | Lista civica (PD)                         | Sindaco                 |      |
| 2013    | 2015      | Eugenio Di Santo       | Lista civica (PD)                         | Sindaco                 |      |
| 2015    | 2016      | Nicola Chianese        |                                           | Commissario prefettizio |      |
| 2016    | 2021      | Giuseppe Dell'Aversana | Lista civica Movimento politico culturale | Sindaco                 |      |
| 2021    | in carica | Ernesto Di Mattia      | Lista civica Risorgimento atellano        | Sindaco                 |      |